# ハーブ園山頂駅
ハーブ園山頂駅は兵庫県神戸市中央区にある神戸布引ロープウェイの索道駅である

## 概要
神戸布引ロープウェイの山頂駅に相当する。

## 歴史
- 1991年（平成3年）10月23日 - 布引ハーブ園駅として開業[1][2]。
- 2011年（平成23年）4月1日 - ハーブ園山頂駅に改称[1]。

## 駅構造
2面2線の相対式で乗車降車ホームが分けられている。

### 構内図
| 出入口 | 乗り場              | 乗り場           |
|        | →                   | ハーブ園山麓方面 |
| ↑      |                     |                  |
| ←      | 当駅どまり 回転部へ |                  |
|        | 降り場              |                  |

## 隣の駅
| 神戸布引ロープウェイ        | 神戸布引ロープウェイ | 神戸布引ロープウェイ |
| --------------------------- | -------------------- | -------------------- |
| 風の丘中間 ハーブ園山麓方面 |                      | 終点駅               |